# Kennedy Highway
Der Kennedy Highway ist eine Fernverkehrsstraße in Queensland, Australien. Er verläuft über eine Länge von 1163 km von Cairns im Nordosten Queenslands in südwestlicher Richtung bis nach Boulia im mittleren Westens des Landes. Der erste Abschnitt bis zum Abzweig der Gulf Developmental Road ist Teil des National Highway 1, der den gesamten australischen Kontinent umrundet.

## Verlauf

### Smithfield – Forty-Mile-Scrub –Nationalpark
Der Kennedy Highway zweigt in Smithfield, einem Vorort etwa zwölf Kilometer nördlich des Zentrums von Cairns, vom Captain Cook Highway ab und ist dort als Highway 1 gekennzeichnet. Er schlängelt sich zunächst ins Bergland westlich von Cairns nach Kuranda und weiter nach Mareeba. Von Mareeba aus verläuft er weiter in Richtung Süden durch die Atherton Tablelands und passiert die Orte Atherton, Ravenshoe und Mount Garnet.
Nachdem der Kennedy Highway den Forty-Mile-Scrub-Nationalpark etwa 45 Kilometer südlich von Mount Garnet erreicht hat, zweigt der Highway 1 als Gulf Developmental Road nach Westen ab und führt nach Normanton.

### Forty-Mile-Scrub-Nationalpark – Hughenden
Der Kennedy Highway führt weiter in südwestlicher Richtung, wird nach dieser Abzweigung aber als Kennedy Developmental Road (State Route 62) bezeichnet.
Bei Lynd Junction kreuzt der Gregory Highway von Charters Towers kommend die Kennedy Developmental Road, welche weiter nach Hughenden im Süden führt. In Hughenden kreuzt der Flinders Highway, der von Townsville nach Cloncurry führt.

### Hughenden – Boulia
Von Hughenden aus verläuft die Kennedy Developmental Road weiter in südwestlicher Richtung über 214 km nach Winton, wo er den Landsborough Highway kreuzt.
Das letzte Teilstück der Kennedy Developmental Road führt von Winton aus in Richtung Westen über 362 km nach Boulia, wo die Straße als Donohue Highway eine Fortsetzung ins Northern Territory hat. Dieses letzte Teilstück der Kennedy Developmental Road – auch Min Min Way genannt – ist auch der erste Abschnitt des Outback Highway.